# Hôtel de Soubise
El hôtel de Soubise (pronunciado /otɛl də subiːz/), antiguo hôtel de Clisson y después hôtel de Guise, es un hôtel particulier parisino situado en la esquina de la actual rue des Francs-Bourgeois y de la rue des Archives en el tercer arrondissement de París (barrio de Le Marais). Está destinado a los Archivos Nacionales de Francia.

## Historia

### El hôtel de Clisson y el hôtel de Guise

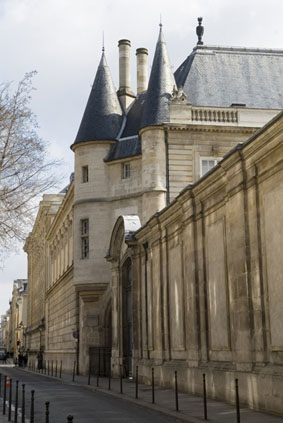
Fachada del hôtel de Clisson desde la rue des Archives

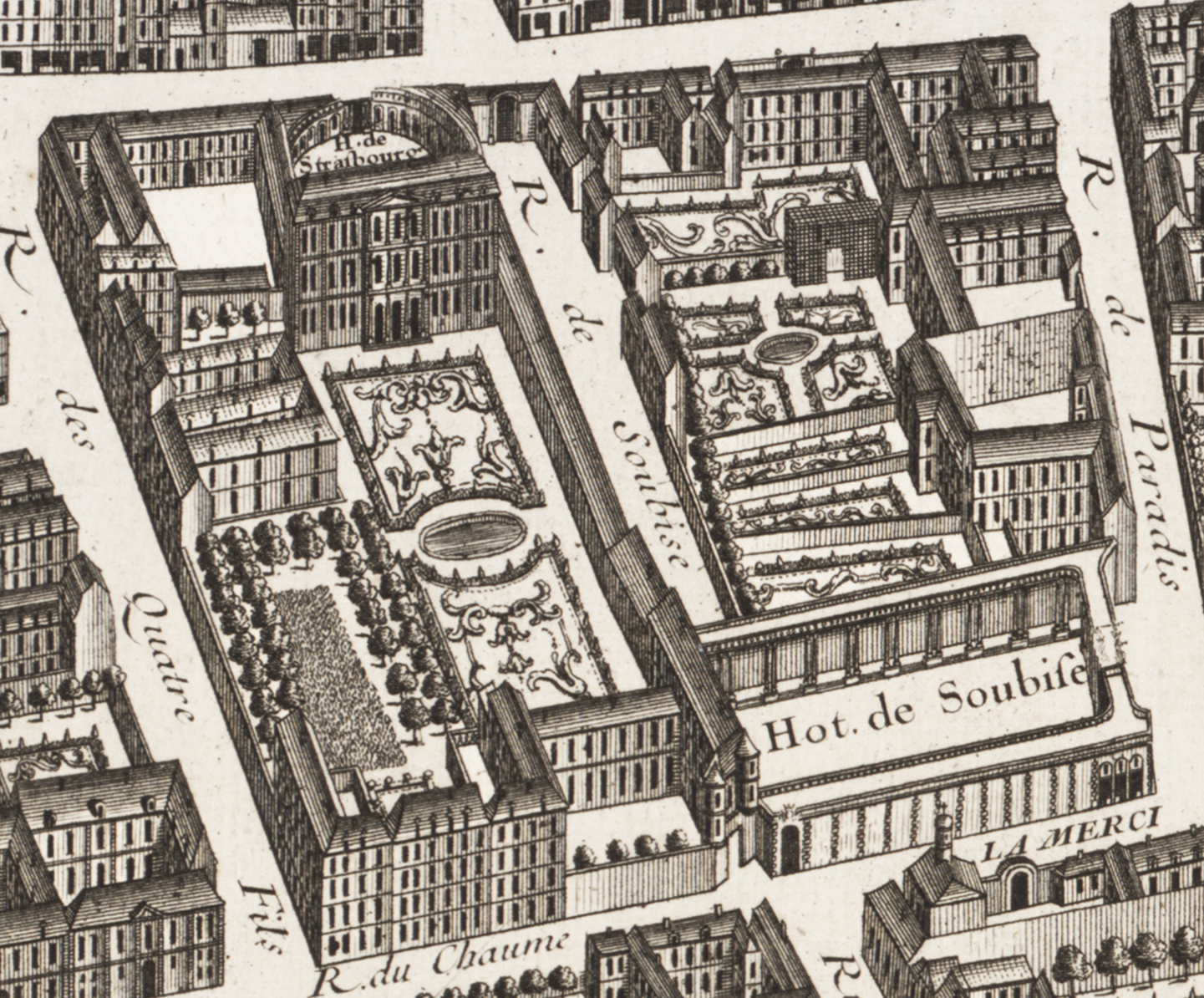
Hôtel de Soubise y Hôtel de Strasbourg cerca de 1737

En 1371, Olivier V de Clisson, condestable de Francia, emprende la construcción de un hôtel particulier sobre los terrenos que acababa de adquirir en el exterior de las murallas de Felipe Augusto. De este primer palacio solo se conserva hoy en día la puerta fortificada con sus torrecillas dando a la rue des Archivess, único vestigio aún visible de la arquitectura privada del siglo XIV en París.
Entre 1420 y 1435, el palacio fue confiscado por los ocupantes ingleses y se convirtió en la residencia de Tomás de Clarence (1388-1421), duque de Clarence, y después de Juan de Lancaster (1389-1435), duque de Bedford.
En 1553, propiedad de la familia d'Albret, el palacio de Clisson es adquirido por Francisco de Guisa, duque de Guisa y su mujer Ana de Este, nieta de Luis XII. Ellos se apresuraron en agrandar el palacio comprando los terrenos adyacentes. Muy deteriorado, el edificio exige importantes trabajos de reconstrucción. La familia de Guisa confía los trabajos al célebre artista italiano Francesco Primaticcio, conocido como il Primaticcio. Desgraciadamente, las célebres pinturas de la capilla, realizadas a partir de sus diseños por Niccolò dell'Abbate, no han sido conservadas. Esta decoración representaba a Dios Padre sostenido por los ángeles sobre un pabellón flotante en el que otros ángeles sostienen las extremidades fue destruido después de 1803. Solo quedan los diseños conservados en el Museo J. Paul Getty de Los Ángeles y en el Museo del Louvre. Del edificio subsisten solamente los vanos cimbrados abriéndose sobre el lado norte de la capilla, así como los muros de la antigua sala de guardias, conocidos por haber acogido a los “ligeurs” del partido católico durante la guerra de religión.
En el siglo XVII, el palacio se convierte con María de Guisa en una alegre plaza parisina: se celebran fiestas reales, que Pierre Corneille y Marc-Antoine Charpentier, entre otros, honraban con su presencia. María de Guisa fallece en 1688, sin hijos, siendo ella la última heredera de la familia. La sucesión es espinosa y la herencia es atribuida a dos parientes próximos, las hijas de la princesa Palatina: la princesa de Condé y la duquesa de Hanovre.

### El hôtel de Soubise
En 1700, las dos princesas venden el palacio de Guisa a Francisco de Rohan-Soubise y a Ana de Rohan-Chabot, su mujer, por la cantidad de 326.000 libras (unos 5,4 millones de euros de 2007. El príncipe obtenía la mayor parte de su inmensa fortuna en los favores directos que Luis XIV prodigaba a su mujer. En 1705, Francisco de Rohan-Soubise y su mujer escogen al joven arquitecto Pierre-Alexis Delamair, siguiendo los consejos de su hijo Armand Gaston, futuro obispo de Estrasburgo y cardenal, para renovar el palacio. Sobre el terreno adyacente al de sus padres, Armand-Gaston se hace construir su propio palacio, el hôtel de Rohan, por el mismo arquitecto. 
El hôtel de Soubise conoce entonces un periodo de esplendor. El príncipe Hercules Mériadec de Rohan hereda en 1712 el palacio y lo ocupa hasta su muerte en 1749. Su nieto, Charles de Rohan-Soubise, le sucede y disfruta del palacio hasta 1787. Sin embargo, desde 1761 la segunda hija de Carles (Amande-Victoire Joseph de Guémenée) y su yerno (Henri-Louis Marie, príncipe de Guémenée) poseen la nuda propiedad del palacio. El palacio de Soubise fue tomado tras la emigración de la princesa de Guémenée. 
Durante la Revolución Francesa, el hôtel de Soubise es despojado de sus usos principescos y utilizado por miles de manchas que lo dejan en un estado lamentable. Los acreedores deseaban evitar la confiscación de la propiedad por el Estado, logrando hacer excluir a la princesa de Guémenée de la lista de emigrados el 16 de pradial del año VII. El 7 de fructidor del año XII, una orden gubernamental les reconoce formalmente la propiedad de los palacios de Soubise y de Rohan. Estos palacios serán vendidos más adelante a un especulador después de la muerte de la princesa.
En 1808, los dos palacios son adquiridos por el Estado. Napoleón I asigna el hôtel de Soubise a los Archivos imperiales y el hôtel de Rohan a la Imprenta Imperial.
De 1846 a 1866, se instala en el palacio la École des Chartes.

### Los Archivos Nacionales en el hôtel de Soubise

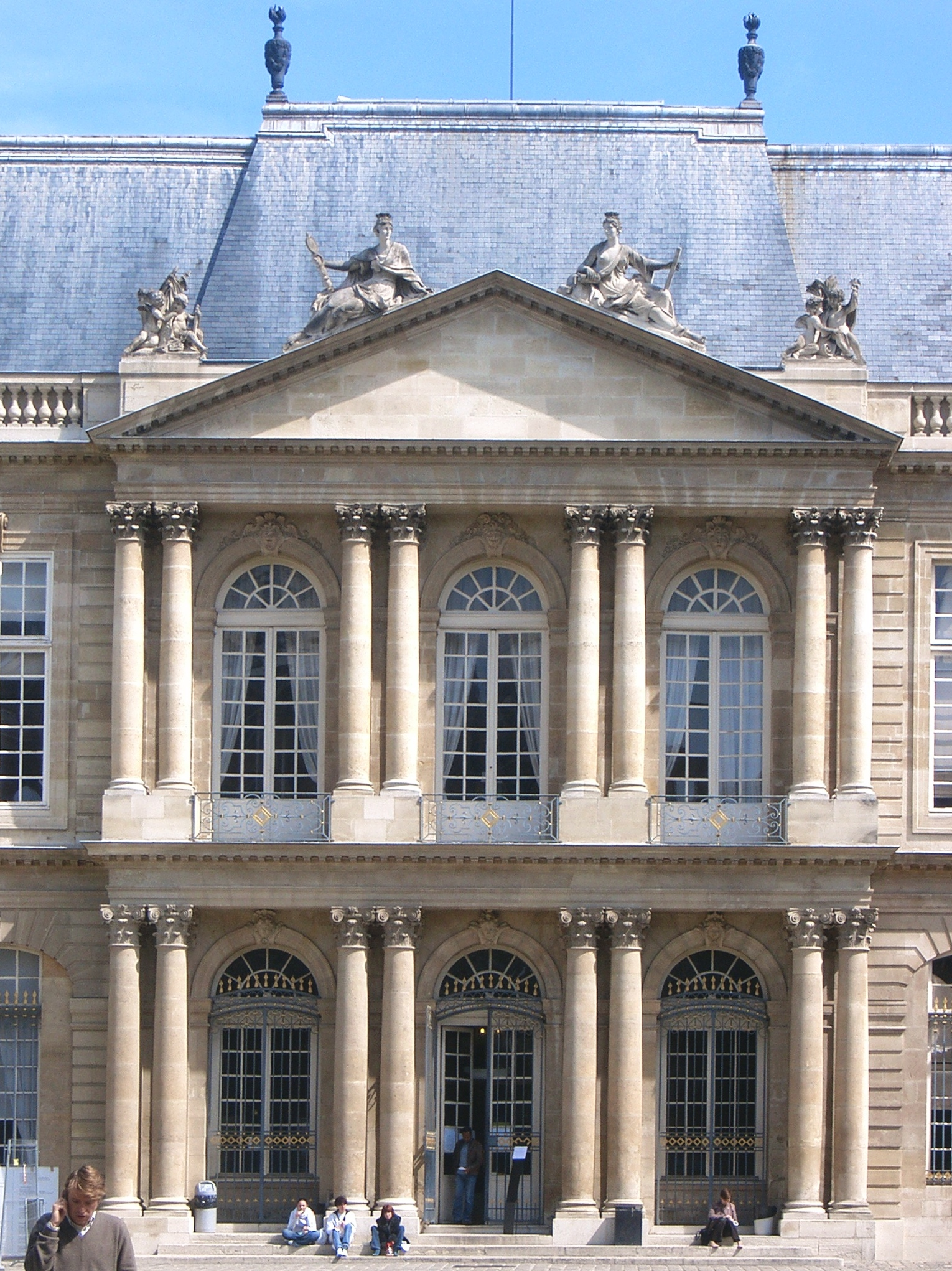
Fachada del hôtel de Soubise

A lo largo del siglo XIX, los Archivos Nacionales hicieron construir una serie de depósitos para hacer frente al incremento de fondos. Fueron edificados en dos fases: de 1838 a 1848 por los arquitectos Édouard Dubois y Charles Lelong, y de 1859 a 1880 por Hubert Janniard después de Edmond Guillaume.
La primera construcción, llamada hoy en día “depósitos Luis Felipe”, fue edificada en la prolongación este del hôtel de Soubise. El acondicionamiento interior responde a una preocupación naciente de buena conservación. La galería del parlamento constituye la culminación del nuevo depósito destinado a acoger los archivos judiciales del Estado. Sobre las estanterías de madera, más de 12.000 volúmenes sobre pergamino encuadernados en piel conforman los fondos del Parlamento de París.
Poco después de que la construcción del “ala Luis Felipe” estuviese terminada, la institución vuelve a quedarse pequeña. Bajo la dirección de Léon de Laborde, una segunda fase de trabajos es iniciada en 1859. Esta nueva construcción prolonga el pabellón en ángulo del ala Luis Felipe y es conocida actualmente como “depósito Napoleón III”. Este nuevo edificio intenta responder a las exigencias de los archivistas en términos de funcionalidad y de conservación y también está equipado con estanterías de suelo a techo. En el centro de la hilera de almacenes fue instalada la “salle du trésor des Chartes”, que reúne el conjunto de títulos relativos a los intereses patrimoniales y diplomáticos de la Corona.
En 1866, el carácter simbólico de la sala es reforzado por la integración del armario de hierro. La realización de esta caja fuerte había sido encargada por la Asamblea Nacional francesa constituyente en 1790 para proteger del fuego y del robo los documentos más valiosos. En el siglo XIX, este armario se convierte en el conservador de las piezas consideradas cono las más emblemáticas de la historia de Francia. Desde 1966, el armario de hierro acoge el conjunto de textos constitucionales de Francia. También atesora piezas inestimables como el patrón de metro y el patrón de kilogramo de 1799, el diario de Luis XVI, el Juramento del Juego de Pelota y el texto de la ley del 20 de junio de 1936 instituyendo les vacaciones pagadas.
A mediados del siglo XIX, en paralelo a la construcción de los nuevos edificios, son emprendidos los trabajos de renovación del palacio. La antigua escalera fue destruida y remplazada por una escalera rectilínea destinada de unir el vestíbulo del palacio con los Grandes depósitos.
El museo de los Archivos Nacionales ocupa ciertas salas del hôtel de Soubise desde su creación en 1867.
Es aquí donde habría debido ver la luz el proyecto de la Casa de la Historia de Francia, promovido por el presidente Nicolas Sarkozy.

## Arquitectura
En 1705, con el fin de dar al palacio una entrada prestigiosa, Pierre-Alexis Delamair cambia la orientación del hôtel de Soubise chapando una nueva fachada de estilo clásico frente a la antigua ala sur y construyendo un patio de honor con columnata abierto por una media luna sobre la actual rue des Francs-Bourgeois. Él se encarga igualmente de la campaña de decoración esculpida que adorna aún hoy la fachada y pide a Robert Le Lorrain realizar las estatuas que representan las cuatro estaciones sobre la fachada de la primera planta. Finalmente, reorganiza el interior del palacio separando los apartamentos de gala y los apartamentos privados en hilera.
En 1732, con la ocasión de sus segundas nupcias con Marie-Sophie de Courcillon, joven viuda de 19 años e hija de Phillippe de Courcillon de Dangeau, Hercules Mériadec de Rohan, hijos herederos de Francisco de Rohan-Soubise, se proponen poner los apartamentos del palacio al gusto de la época. Hizo falta llamar al célebre arquitecto Germain Boffrand que completa la hilera de salones con un pabellón oval permitiendo a cambio la articulación con los apartamentos privados del ala norte. A partir de 1736, Boffrand centra todos sus esfuerzos en la decoración interior de estilo rococó haciendo llamar a los mejores artistas de su tiempo, como François Boucher, Charles-Joseph Natoire o Charles-André van Loo. Mientras que la planta baja es atribuida a Hercule Mériadec y celebra las virtudes de los príncipes del linaje de los Rohan, la primera planta muestra en lo que a ello se refiere la belleza y la juventud de la princesa de Soubise.
Hoy, solo una parte de los salones pueden ser devueltos a su esplendor, los otros han sido destruidos y el mobiliario original ha desaparecido.

### Los apartamentos del príncipe
Se entra al palacio por un vestíbulo. Quedan pocos elementos de la decoración original. Dos medallones a la antigua de emperadores romanos rodeados de trofeos de armas, cascos y corazas se encuentran sobre las antiguas puertas laterales. La de la derecha daba acceso a los apartamentos del príncipe en el siglo XVIII.
La segunda sala es una antecámara que sirve a partir de ahora de sala de exposición y que servía en la época de Boffrand de sala de espera y recepción. En 1902, esta sala se convierte en sala de lectura de los Archivos Nacionales hasta la apertura del Centro de acogida y de búsqueda de los Archivos Nacionales (CARAN por sus siglas en francés) en 1988. Está cubierta de boiseries inspiradas en los proyectos del escultor adornista Jacques-Louis Herpin. Estas boiseries están hoy en día ocultas tras las molduras de exposición.
Se llega después a la sala de gala del príncipe donde los bajorrelieves de los medallones adornan los artesonados atribuidos a los escultores Lambert Sigisbert Adam y a Jean-Baptiste Lemoyne. Los motivos heráldicos adornan la cornisa. Hoy en día, esta pequeña sala se emplea regularmente para conciertos y jornadas de estudios.
La puerta sobre colgaduras de la alcoba de la sala de gala del príncipe da acceso al pequeño gabinete. A principios del siglo XVIII, esta sala servía más bien de guardarropa donde dormía el ayuda de cámara del príncipe. Los camafeos azules de François Boucher La caza y La Pesca adornan los medallones a cada lado de los tres grandes armarios. En el siglo XIX, esta pieza sirve como despacho de los archivistas, después a los profesores de la École des Chartes y finalmente al conservador del museo.
Se entra a continuación en el salón del príncipe, salón construido y acondicionado por Boffrand a partir de 1735. Entre las arcadas del salón se encuentran ocho grandes bajorrelieves representando las alegorías de las ciencias y de las artes. Conocido como un salón “frío”, se abría a los jardines y servía de salón de música, arte del que los Soubise fueron promotores.
El salón comunica con el gran gabinete del príncipe del que no subsite más decoración original que la cornisa.

### Los apartamentos de la princesa
Para acceder a los apartamentos de la princesa en la primera planta, hace falta subir una gran escalera reconstruida en 1844.

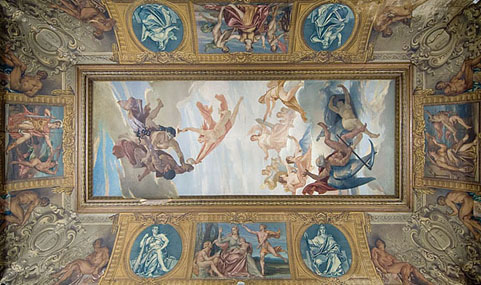
Archives nationales (París): Hôtel de Soubise - Techo de la escalera de honor

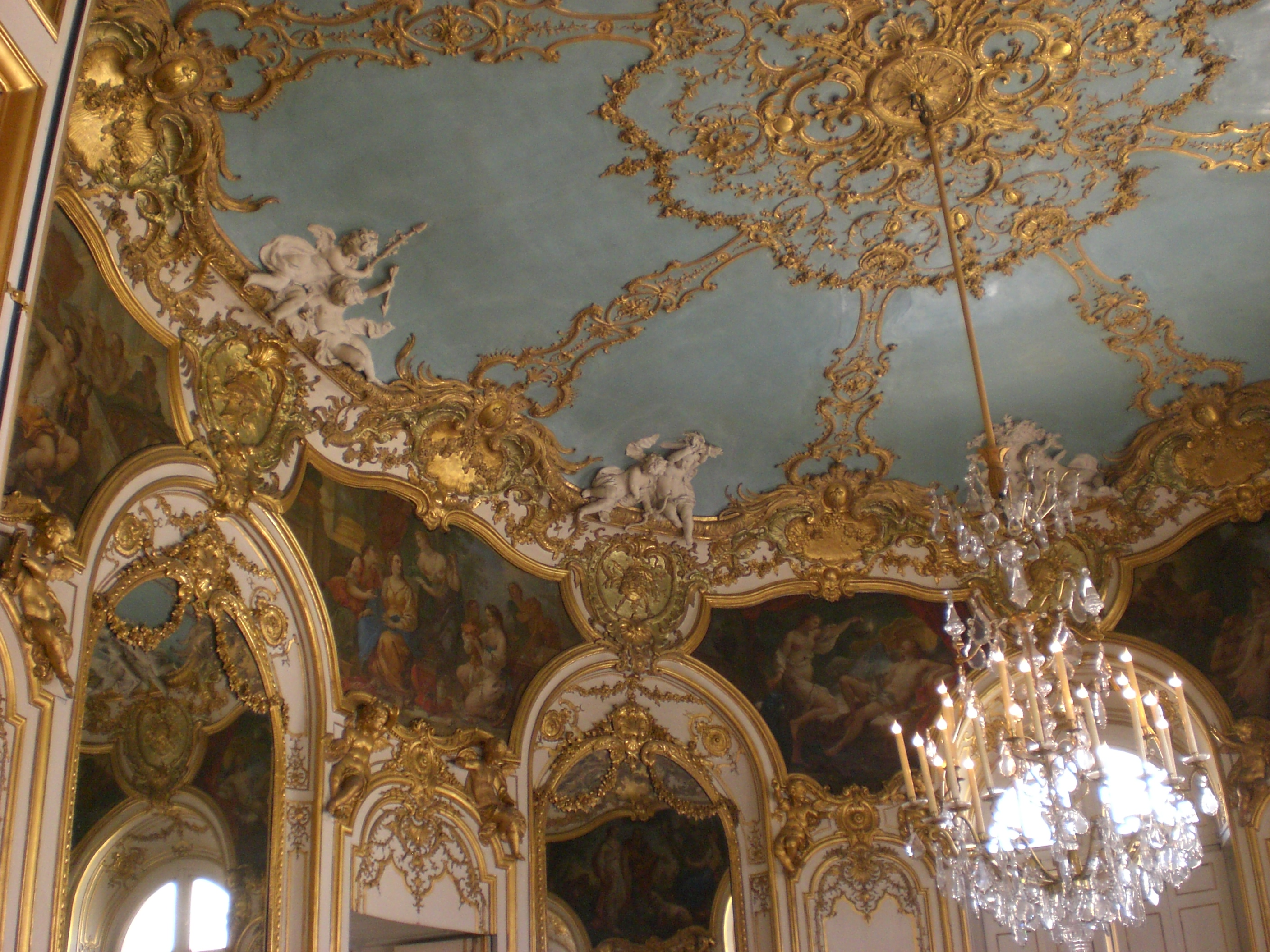
Salón Oval

En lo alto de la escalera se accede, en primer lugar, a la sala de guardias, sala que en el siglo XVI permitía a los Guisa recibir a su importante clientela parisina. Esta sala fue igualmente uno de los grandes lugares de reunión de la liga católica durante las guerras de religión.
En el siglo XVIII, la sala conserva las mismas proporciones pero toma el nombre de “gran antecámara”, “galería” o “gran sala”. Entre 1808 y 1865, la sala de guardias alberga momentáneamente el Trésor des Chartes. Desde 1970, esta gran sala sirve para acoger las exposiciones temporales de los Archivos Nacionales.
Se entra a continuación en la sala de asamblea. Esta sala conserva un molde de su cornisa decorada en los ángulos con relieves representando las cuatro partes del mundo. La presentación actual de la sala pretende evocar la obra fundacional de los primeros directores de los archivos. Las vitrinas fueron especialmente concebidas para la inauguración del museo en 1867. Es en estas vitrinas en las que hoy son mostrados los facsímiles de los grandes documentos de la historia de Francia.
La sala siguiente es la habitación de gala de la princesa presentada de la manera que fue concebida por la segunda mujer de Hercule Mériadec, la joven Marie-Sophie de Courcillon. Es en esta sala en la que se ejerce la voluntad de representación de los Soubise, copiada del ejemplo versallesco. La decoración de las boiseries es atribuida al escultor adornista Jacques Verbeckt. Los medallones dorados de los artesonados representan los amores de Júpiter con Calisto, Sémele, Europa y Lo además estos ángulos de la cornisa son consagrados a las figuras de Dánae, Leda, Ganimedes y Hebe.
A los lados, los grupos en estuco blanco fueron esculpidos por Nicolas Sébastien Adam. Las sobrepuertas representan Las Gracias presidiendo la educación del amor (Boucher, 1738) y Minerva enseñando a una joven niña el arte de la tapicería (Trédières, 1737).
Se entra a continuación en la sala la más destacable del palacio, el salón de la princesa, obra maestra de Germain Boffrand y de Charles-Joseph Natoire. Esta sala oval, en consonancia con la de la planta baja, permitió al arquitecto de dar forma a una joya decorativa. Sus ocho aberturas, 4 ventanas, 3 espejos y una puerta determinan tantos paneles verticales de boiserie en blanco y oro, coronados con cartuchos. Ocho telas de Natoire son dispuestas sobre la cornisa. Están todas consagradas al mito de Psique en el que los episodios son contados en orden cronológico: Psique recogida por Céfiro, las Ninfas reciben a Psique con las flores y el sol del palacio del Amor, Psique muestra sus tesoros a sus hermanas, Psique contempla a su esposo dormido, Las Ninfas retiran del agua el cuerpo inanimado de Psique, Psique en casa de los pastores, Psique de delante de Venus y Psique encantada en el cielo por el Amor.

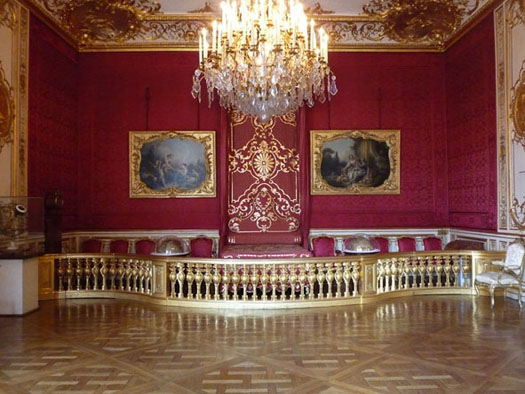
Archives nationales (Paris): Hôtel de Soubise - Dormitorio de la princesa.

El pequeño dormitorio de la princesa, en el que ella dormía realmente, está situado en el edificio añadido por Boffrand. Se comunica con el salón por una puerta disimulada en la boiserie y con una habitación de gala por una puerta sobre colgaduras. Los cuatro sobrepuertas provienen de una sala de compañía en los apartamentos de los hijos del príncipe, hoy destruidos, entre los que figuran por ejemplo La amistad de Castor y Pollux (van Loo, 1738). Están igualmente situados sobre los muros varios sobrepuertas de Boucher, van Loo y Restout provenientes de los apartamentos demolidos.
Las dos últimas salas son la sala del dosel y la sala Imperio.
La antigua sala del dosel de la princesa ha conservado su cornisa de armarios llevando las iniciales “RH” de los Rohan-Soubise. Esta sala está hoy destinada a las presentaciones temporales de documentos de archivos.
La llamada sala “Imperio”, debido a que fue creada en el siglo XIX en el emplazamiento de varias salas de los apartamentos privados de la princesa. Amueblada en 1882 con armarios de roble a semejanza de las estanterías de los Grandes depósitos, esta sala fue destinada inicialmente a la exposición de diferentes objetos históricos, convirtiéndose en galería permanente de exposición en 1939 de los documentos del Primer Imperio.

## Galería de imágenes

Blasóm de los Rohan
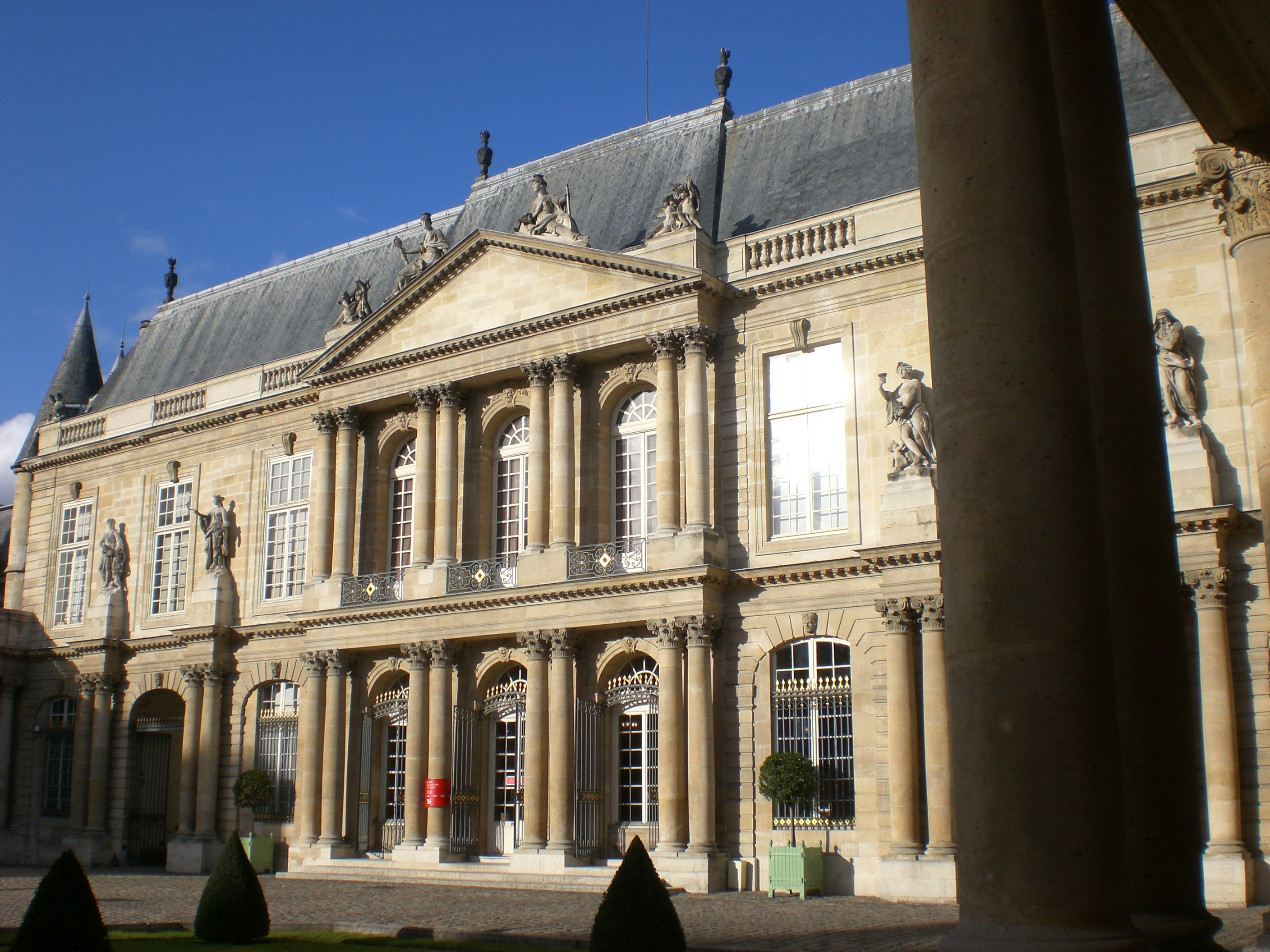
Fachada
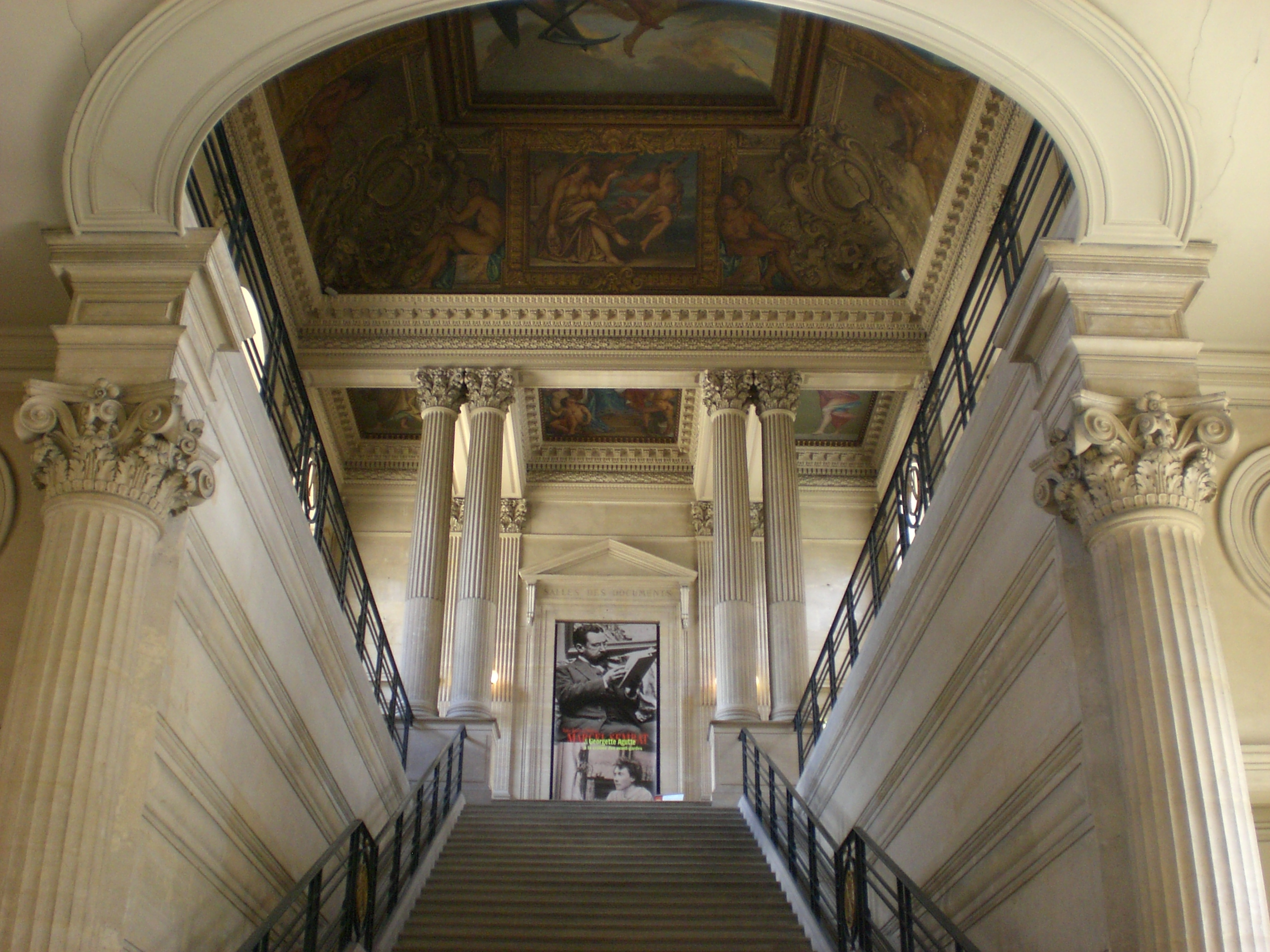
Escalera de Honor
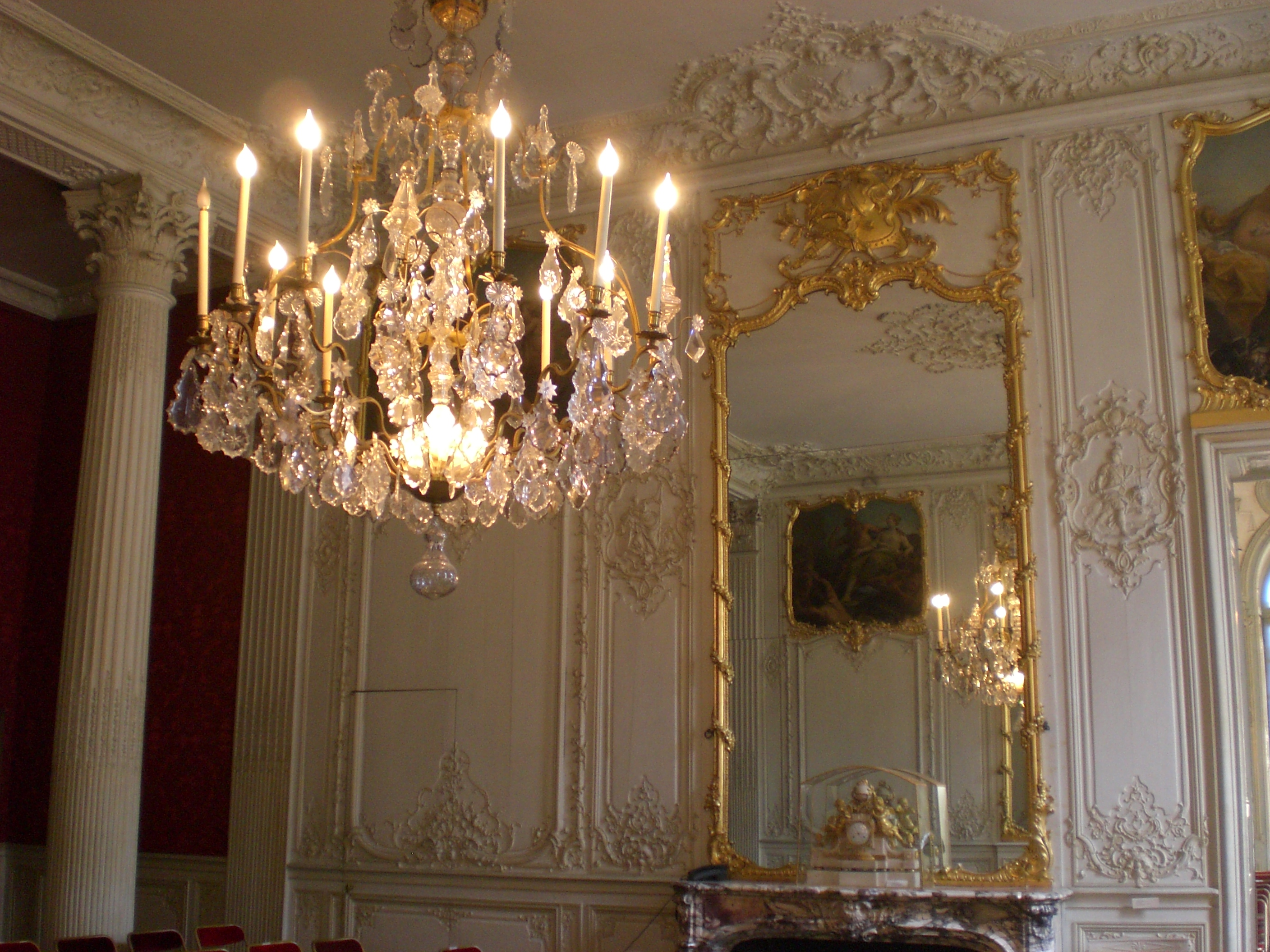
Sala de gala del príncipe
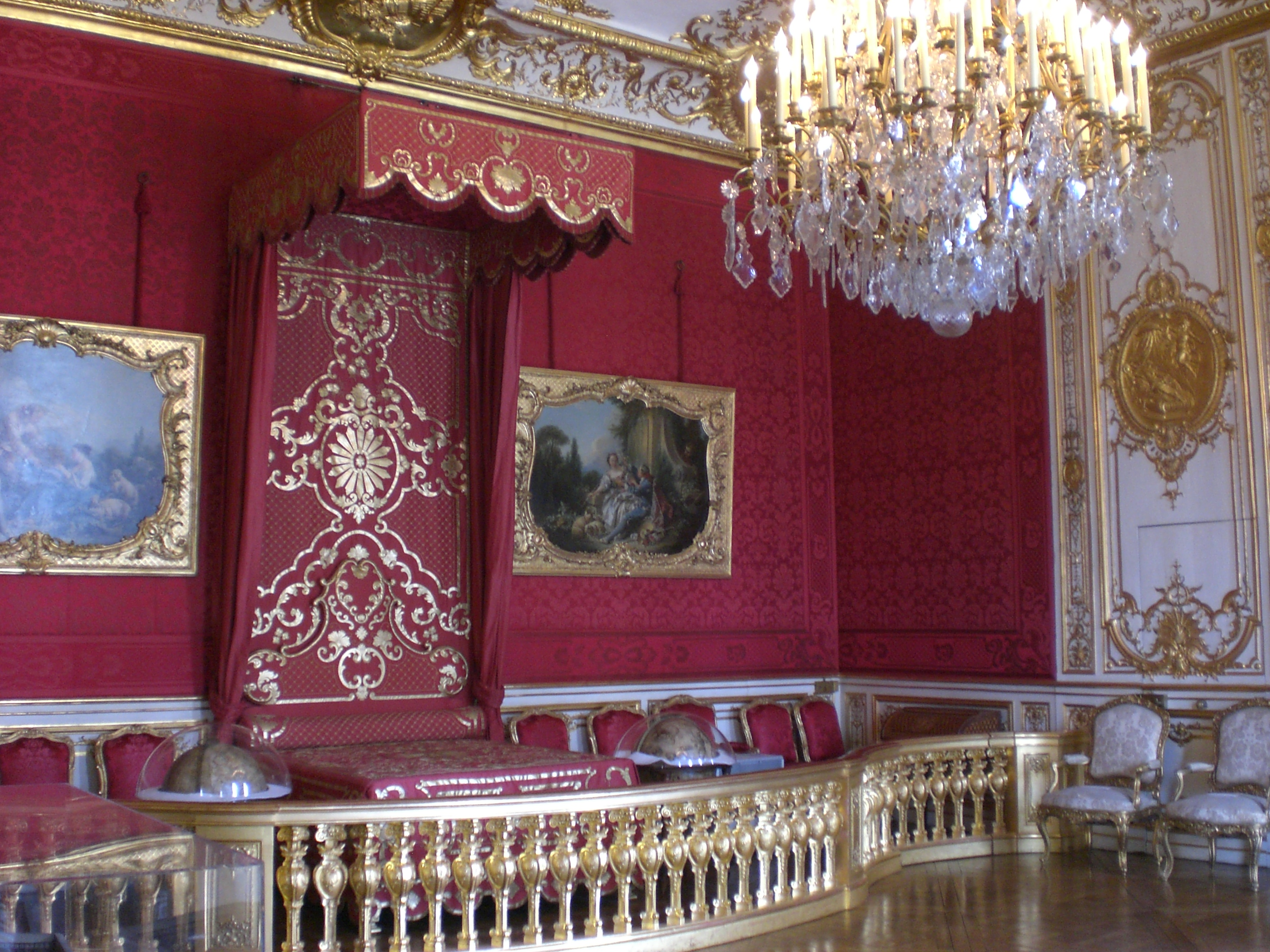
Sala de gala de la princesa
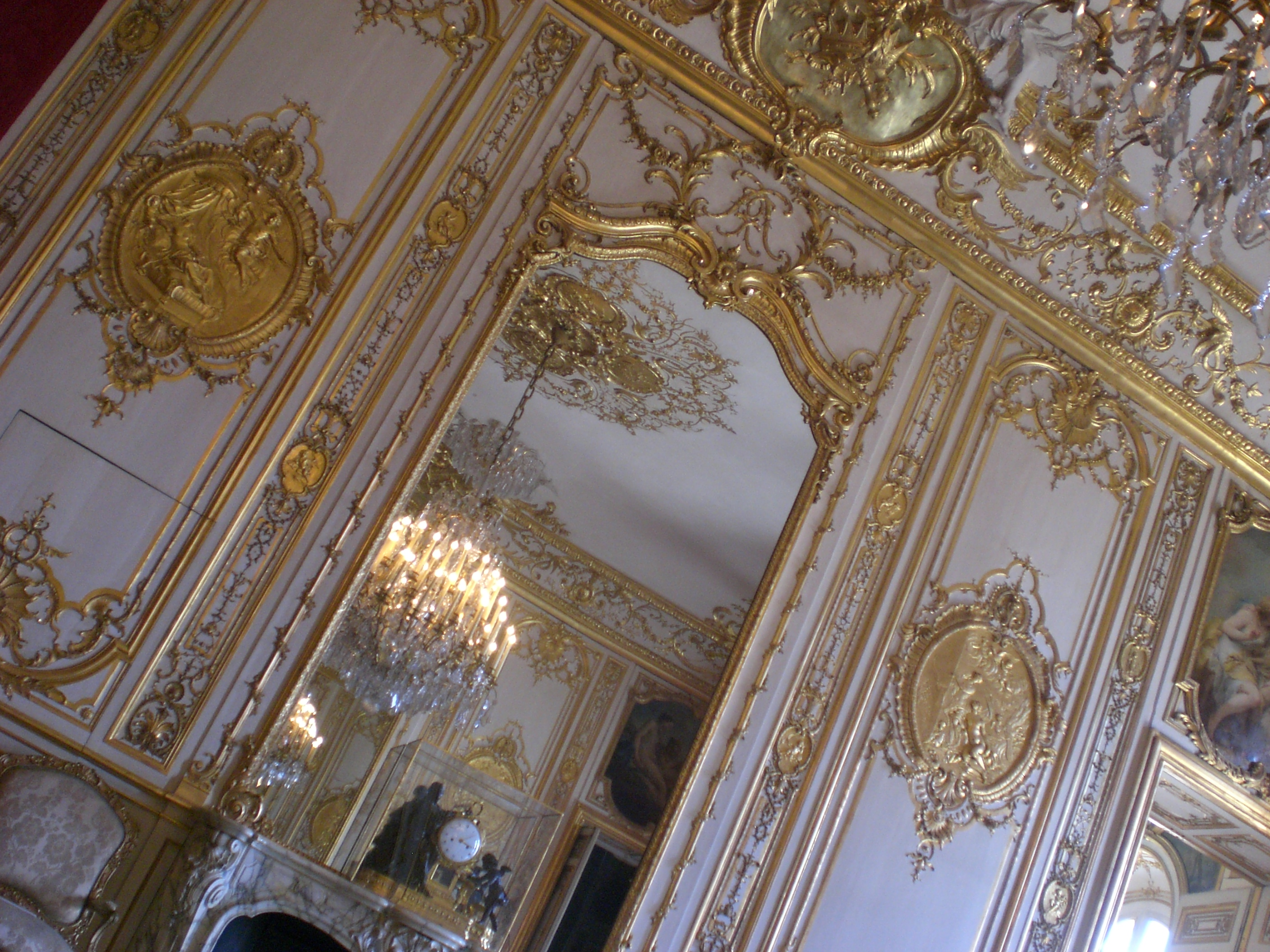
Sala de gala de la princesa
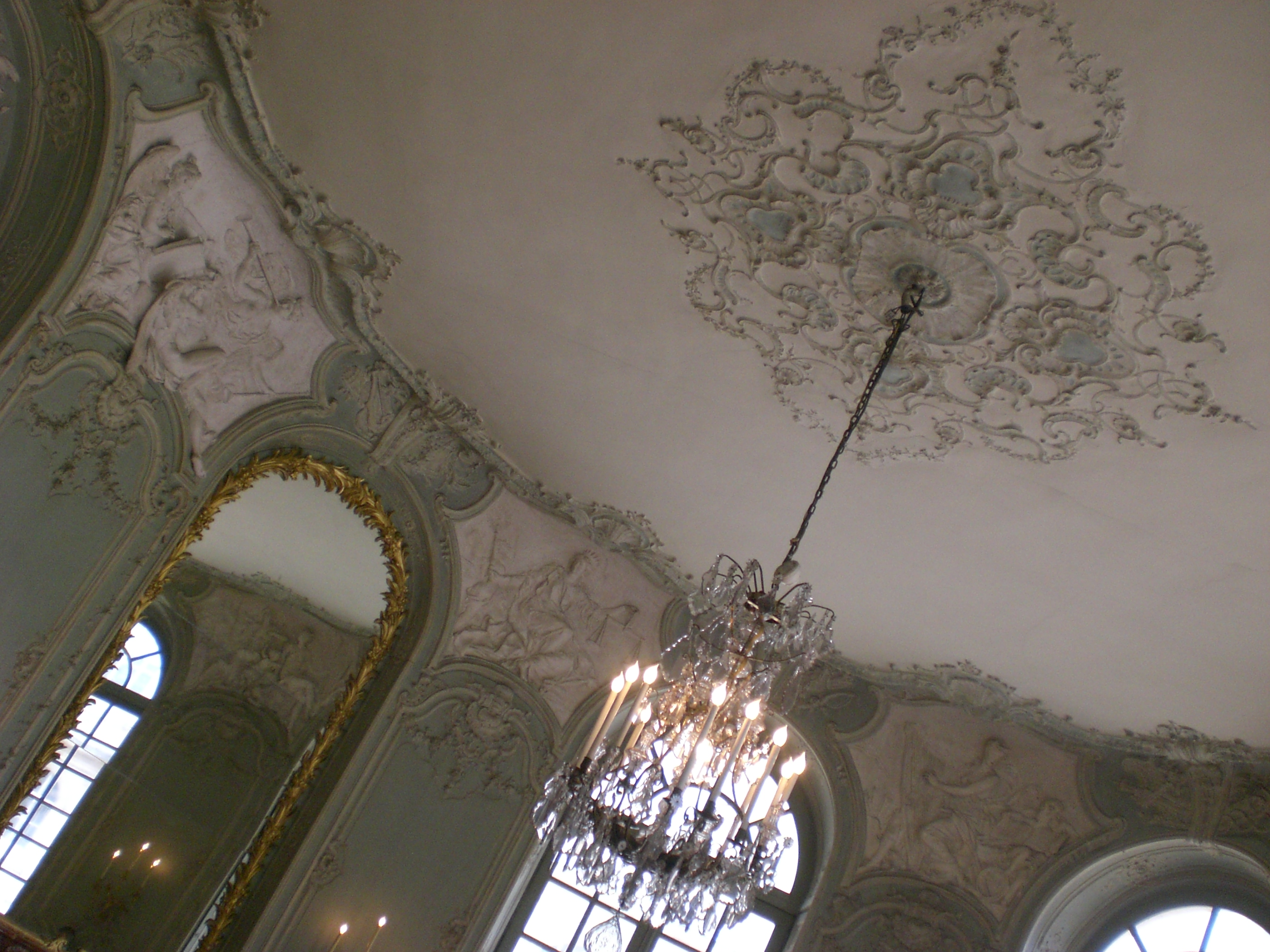
Salón Oval